# Bocianowe
Bocianowe, bocianowce, brodzące (Ciconiiformes) – rząd ptaków z infragromady ptaków neognatycznych (Neognathae). Obejmuje gatunki kosmopolityczne, wodno-błotne, w większości wędrowne.

## Zasięg występowania
Występują na całym świecie (z wyjątkiem obszarów podbiegunowych).

## Charakterystyka
Są to ptaki zazwyczaj duże, o długiej, giętkiej szyi (z 16–20 kręgów) i nogach (dokładniej wydłużonych goleni i skoku) przystosowanych do brodzenia. Palce mają również długie, ale i giętkie, przystosowane do brodzenia w płytkiej wodzie na grząskich i zarośniętych obszarach. Charakterystyczne jest to, że pomimo długich nóg ptaki brodzące nie biegają, ale ostrożnie stawiają kroki. Potrafią dobrze latać i szybować. Większość gruczołów kuprowych dobrze rozwinięta, choć u części pióra puchowe wytwarzają też puder służący do utrzymania piór w czystości i suchości. Posiadają lekki szkielet z bardzo dobrze rozwiniętymi komorami powietrznymi w kościach. Część gatunków gnieździ się w koloniach, pisklęta są gniazdownikami – po wykluciu widzą od razu. Rodzice karmią pisklęta zrzucając złowiony pokarm na brzeg gniazda lub prosto do dzioba. Żywią się rybami i niewielkimi kręgowcami. Marabuty są padlinożerne.

## Systematyka
Do rzędu należy jedna występująca współcześnie rodzina:
- Ciconiidae – bociany

oraz rodziny wymarłe:
- Agnopteridae
- Palaelodidae
- Scaniornithidae